# Тужа (приток Пижмы)
Тужа — река в России, протекает в Тужинском районе Кировской области. Устье реки находится в 116 км по правому берегу реки Пижма. Длина реки составляет 35 км, площадь водосборного бассейна 301 км².
Исток реки находится в заболоченном лесном массиве в 23 км к западу от районного центра, посёлка Тужа, близ границы с Нижегородской областью. Река течёт на восток, протекает посёлок Тужа, после чего поворачивает на северо-запад. В черте посёлка на реке плотина и запруда. Впадает в Пижму на её заболоченной пойме в 6 км к северо-востоку от посёлка Тужа.

## Притоки (км от устья)
- 6,6 км: река Емоснерка (лв)
- 13 км: река Ян (пр)
- река Чегунерка (пр)
- река Кобылка (пр)
- река Шербашка (пр)

## Данные водного реестра
По данным государственного водного реестра России относится к Камскому бассейновому округу, водохозяйственный участок реки — Вятка от города Котельнич до водомерного поста посёлка городского типа Аркуль, речной подбассейн реки — Вятка. Речной бассейн реки — Кама.
По данным геоинформационной системы водохозяйственного районирования территории РФ, подготовленной Федеральным агентством водных ресурсов:
- Код водного объекта в государственном водном реестре — 10010300412111100036900
- Код по гидрологической изученности (ГИ) — 111103690
- Код бассейна — 10.01.03.004
- Номер тома по ГИ — 11
- Выпуск по ГИ — 1